# Болл, Джаред
Джа́ред Ри́ттенхауз Болл (англ. Jared Rittenhouse Boll; род. 13 мая 1986, Шарлотт, Северная Каролина, США) — бывший американский хоккеист, правый нападающий и тафгай.

## Карьера
Болл первоначально был выбран клубом OHL «Кингстон Фронтенакс», но он предпочел играть за команду USHL «Линкольн Старз». В то время он был назначен капитаном «Старз». После очень успешного 2-го года в USHL, ему предложили играть в NCAA за команду университета Миннесота-Дулут. Он не принял предложение, а решил играть в хоккейной лиге Онтарио. Права на Бола в итоге были приобретены «Плимут Уэйлерз». Болл был назначен альтернативным капитаном «Плимута». В сезоне 2006/07 он вместе с командой стал обладателем Кубка Дж. Росса Робертсона.
На драфте НХЛ 2005 года Болл был выбран в 4 раунде под общим 101-м номером клубом «Коламбус Блю Джекетс». Он начал выступление за них в НХЛ с сезона 2007/08. Болл забил свой первый гол в НХЛ 10 октября 2007 года в игре с «Финикс Койотс».
13 июля 2010 года Болл продлил с «Коламбусом» контракт на два года. В сезоне 2010/11 Болл провёл 73 игры и набрал 12 (7+5) очков за результативность, а также 182 минуты штрафа. Следующий сезон сложился неудачно для Джареда: в самом начале сезона он получил травму в матче с «Ванкувер Кэнакс». Всего в том сезоне Болл провёл 54 матча, в которых сумел забросить лишь одну шайбу и отдать всего две результативные передачи.
Несмотря на неудачный прошлый сезон, 30 июня 2012 года «Коламбус» подписал с Боллом новый контракт на два года, по условиям которого он получит $ 2,1 миллиона.
В сезоне 2012/13 на период локаута Болл выступал в клубе Местис «ТуТо».
14 сентября 2013 года подписал с «Коламбусом» новый 3-летний контракт на сумму $ 5,1 млн. Последний год контракта был выкуплен «Жакетами», после чего Болл подписал 2-летний контракт с «Анахайм Дакс» с заработной платой $ 900 тыс. в год.
После окончания контракта с «Анахаймом» Джаред заявил, что завершает карьеру игрока.

## Статистика
| Легенда | Легенда                    | Легенда | Легенда                   | Легенда | Легенда    |
| ------- | -------------------------- | ------- | ------------------------- | ------- | ---------- |
| И       | Количество проведённых игр | Штр     | Штрафное время            | +/−     | Плюс-минус |
| Г       | Голы                       | П       | Голевые передачи          | О       | Очки       |
| -       | Статистика неизвестна      | —       | Статистика не учитывалась |         |            |

## Достижения

### Командные
Юниорская карьера
| Год  | Команда        | Достижение                             | Достижение |
| ---- | -------------- | -------------------------------------- | ---------- |
| 2007 | Плимут Уэйлерз | Обладатель Кубка Джей Росса Робертсона |            |